# Joan Seguranyes i Redorta

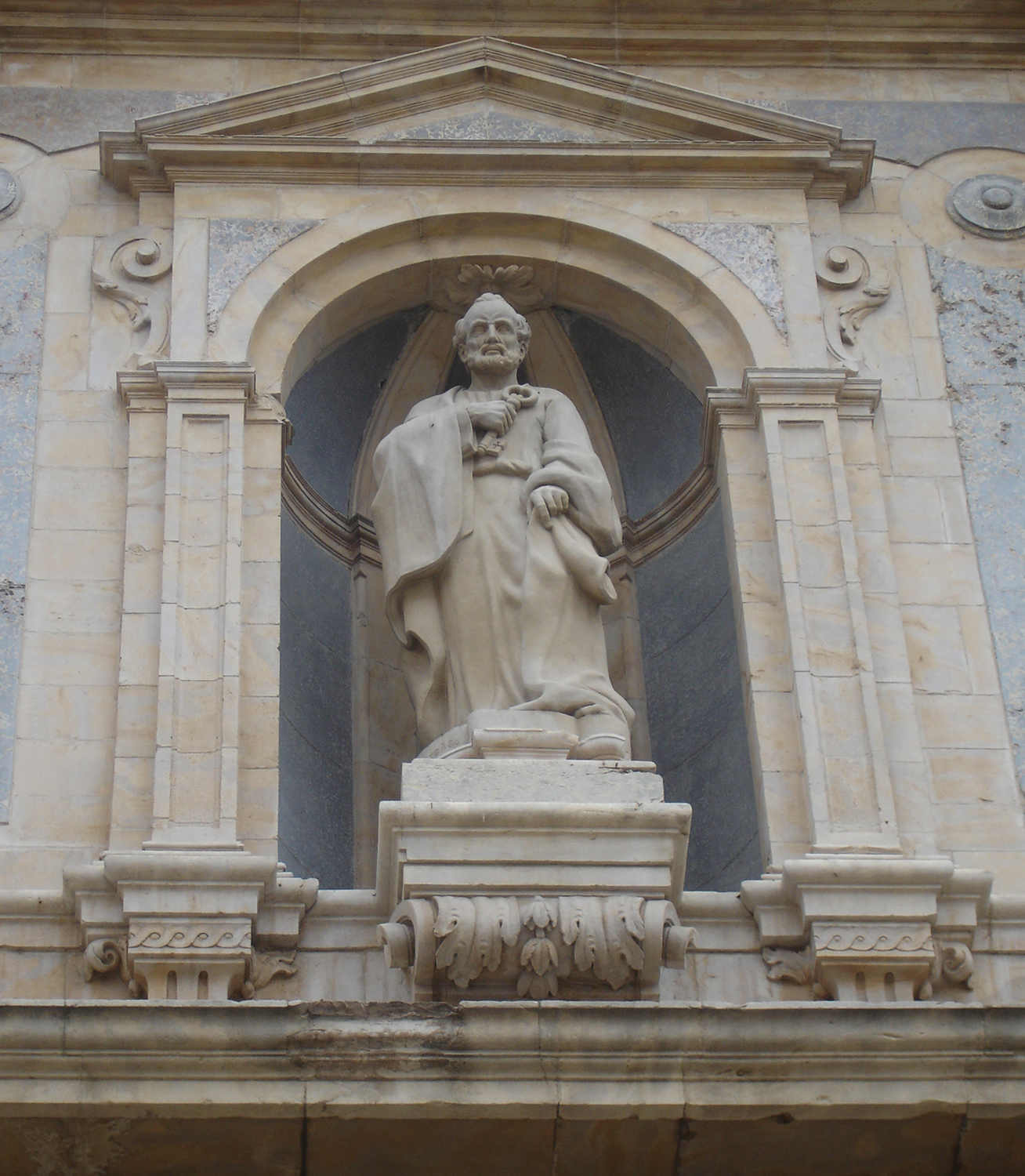
Sant Pere de la Catedral de Vic, obra de Joan Seguranyes i Redorta

Joan Seguranyes i Redorta   (Vic, 1932) va ser un escultor català.

## Biografia
Fill del també escultor Jaume Seguranyes i Solà, amb qui es va iniciar en l'aprenentatge de l'escultura, va estudiar a l'Escola Municipal de Dibuix i Escultura de Vic, així com a l'Escola d'Arts i Oficis de Barcelona (Llotja). En els seus inicis va treballar com a ajudant de Josep Clarà.
Des del 1960 ha participat en diverses exposicions col·lectives i va exposar per primer cop de manera individual el 1970 a la Sala Articolor de Vic i, posteriorment, ha anat exposant a Sabadell, Elda, Barcelona, Granollers, Reus, Lloret de Mar, Sitges, San Lorenzo de El Escorial, Tossa de Mar, Lleida, Vilafranca del Penedès, Tarragona, Saragossa, Avinyó, Salou, etc. Ha rebut el 1r premi d'escultura (Medalla d'Or) de l'Ajuntament de Vic i la Medalla de Plata del I Saló Internacional d'Ais de Provença, entre d'altres.
La seva obra, dedicada especialment al nu femení, és hereva del noucentisme. Normalment treballa fent els seus models escultòrics en fang, que després fon en bronze.

## Obres

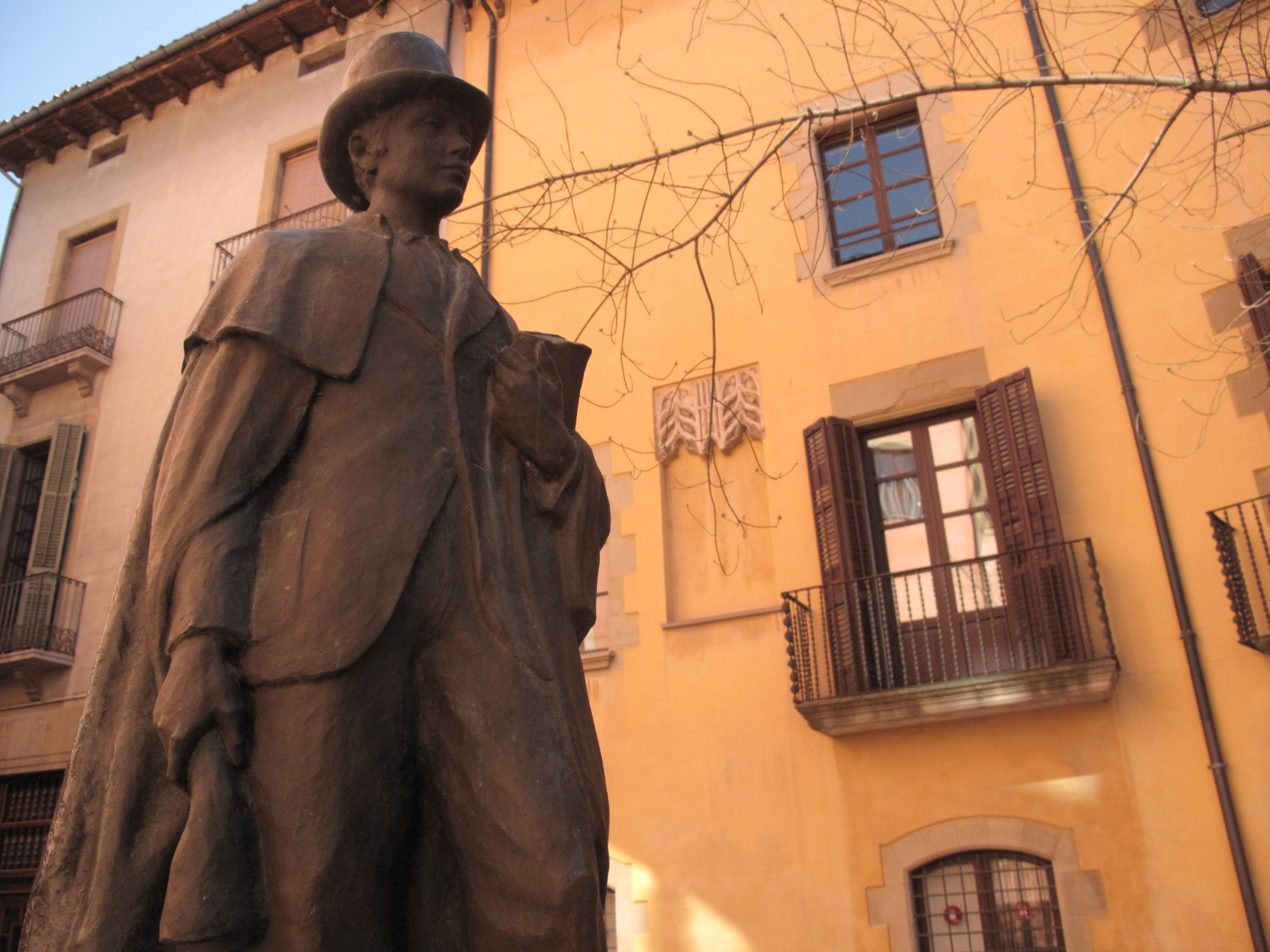
Monument a l'Estudiant de Vic, davant el palau Bojons

- Sant Pere, façana de la Catedral de Vic.
- Sant Pere, interior de la Catedral de Vic.
- Monument a l'Estudiant de Vic, pl. Miquel de Clariana (Vic).
- Retrat del Dr. Torras i Bages (Vilafranca del Penedès).
- Bust d'Anselm Clavé (Centelles).
- Bust del Dr. Grau (Prats de Lluçanès).
- Retrat de Josep M. Anglada i d'Abadal (Vic).
- Sant Segimon, santuari del sant al Montseny.
- Talla de fusta d'onze imatges per a l'església dels Dolors de Vic.
- Sant Felip Neri, Sagrada Família (Barcelona).
- Bust de Mn. Josep Guiteras.
- Bust de Jaume Portell.
- Bust de Joan XXIII (Vic).
- Bust de l'industrial Josep Roca.
- Retrat del Dr. Jordi Sala i Soler (Vic).
- Sant Jordi, Consell Comarcal d'Osona, edifici del Sucre (Vic).
- Església de Sant Joan Maria Vianney (Barcelona)